# Линн Лемей
Линн Лемей (англ. Lynn LeMay; род. 1 декабря 1961 года) — американская порноактриса, режиссёр, лауреат премии XRCO Award, член Зала славы AVN.

## Биография
Родилась в городе Такома (штат Вашингтон) в 1961 году. До карьеры в киноиндустрии для взрослых танцевала стриптиз на Гавайях под именем Jessica Wylde. Вышла замуж в 17 лет и развелась в 23.
Осенью 2006 года основала свою собственную кинокомпанию LeMayzing Pictures.
В 2010 году завершила карьеру актрисы, снявшись в 316 фильмах. Выступила режиссёром для 11 фильмов.
За свою работу в качестве актрисы вошла в Зал славы AVN в 2006 году и Зал славы XRCO в 2011 году.

## Награды и номинации
| Год  | Церемония  | Результат | Приз                   |
| ---- | ---------- | --------- | ---------------------- |
| 1989 | AVN Awards | Номинация | Лучшая новая старлетка |
| 2006 | AVN Awards | Победа    | Зал славы AVN          |
| 2011 | XRCO Award | Победа    | Зал славы XRCO         |